# دهستان لاجاب
دهستان لاجاب (به لاتین: Lajab Gewog) یک دهستان در کشور بوتان است که در ناحیهٔ داگانا واقع شده‌است.